# Обергарц-ам-Броккен
Обергарц-ам-Броккен (нім. Oberharz am Brocken) — місто в Німеччині, розташоване в землі Саксонія-Ангальт. Входить до складу району Гарц. Утворене 1 січня 2010 року злиттям міста Ельбінгероде і навуолишніх громад, які до цього входили до складу об'єднання громад Броккен-Гохгарц.
Площа — 271,52 км2. Населення становить 9873 ос. (станом на 31 грудня 2021).